# Andrzej Kwietniewski
Andrzej Kwietniewski (ur. 30 czerwca 1951 w Łodzi) – polski plastyk, założyciel i członek intermedialnej grupy artystycznej Łódź Kaliska, scenograf i twórca filmów. 

## Życiorys
Absolwent Wydziału Biologii i Nauk o Ziemi Uniwersytetu Łódzkiego, następnie asystent Akademii Medycznej. Posiadacz dyplomów mistrzowskich z fotografii i krawiectwa.
W 1979 był jednym z założycieli (z Markiem Janiakiem, Andrzejem Świetlikiem, Andrzejem Wielogórskim i Adamem Rzepeckim) awangardowej grupy plastycznej Łódź Kaliska.
W Polsce Ludowej był zaangażowany w działalność opozycyjną na rzecz niezależnej kultury. Był autorem tekstów i rysunków satyrycznych zamieszczanych w piśmie „Tango”, składał i rozprowadzał pisma i ulotki artystyczno-satyryczne. Podczas zamieszek lubelskich sporządzał dokumentację z działań milicji. W 1981 przerwano mu studia (II rok Akademii Medycznej w Łodzi) i wysłano na 3 lata do wojska. Kilkukrotnie przesłuchiwany i osadzany w areszcie na 48 godzin.
Przez kilkanaście lat prowadził gospodarstwo rolne w Kotlinie Kłodzkiej. W 1995 przeprowadził się do Łodzi.
W 2002 r. na festiwal Camerimage przez pół roku kolorował film pt. Wyjście robotników z fabryki Lumière w Lyonie braci Lumière (był to dar grupy Łódź Kaliska dla Instytutu i Muzeum Braci Lumière w Lyonie). Nie wykonał jednak pracy do końca, niepokolorowane zostało ostatnie 7 sekund filmu.
Od 2008 ze względu na stan zdrowia, nie bierze udziału we wspólnych działaniach grupy Łódź Kaliska i zgodnie z nowym statutem posługuje się obecnie tytułem: członek Łodzi Kaliskiej w stanie spoczynku (od 23 marca 2007). 30 października 2007 odbyła się pierwsza wystawa grupy Łódź Kaliska bez udziału Kwietniewskiego.
Autor powieści kryminalnej wydanej w 2008 r. pt. Blondynka z miasta Łodzi.
Jest fascynatem twórczości Andy Warhola i Yoko Ono.

## Twórczość
- Buty, reż. Andrzej Kwietniewski i Marek Janiak (56 min.)
- Pamiętam, Pamiętam, reż. Andrzej Kwietniewski i Marek Janiak
- Kolej na Film, reż. Andrzej Kwietniewski i Marek Janiak
- Summa, Summarum, reż. Andrzej Kwietniewski i Marek Janiak

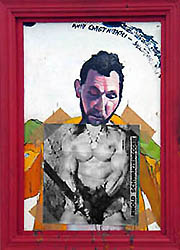
Ja Arnold (autoportret)
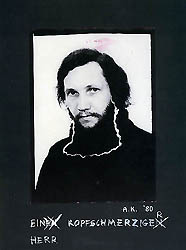
Ich habe Kopfschmerzen